# Viggesjön, Halland
Viggesjön är en sjö i Falkenbergs kommun i Halland och ingår i Ätrans huvudavrinningsområde. Sjön har en area på 0,0535 kvadratkilometer och ligger 112,6 meter över havet. Sjön avvattnas av vattendraget Stockån.

## Delavrinningsområde
Viggesjön ingår i det delavrinningsområde (632978-130989) som SMHI kallar för Mynnar i Högvadsån. Medelhöjden är 109 meter över havet och ytan är 27,15 kvadratkilometer. Det finns inga avrinningsområden uppströms utan avrinningsområdet är högsta punkten. Stockån som avvattnar avrinningsområdet har biflödesordning 3, vilket innebär att vattnet flödar genom totalt 3 vattendrag innan det når havet efter 28 kilometer. Avrinningsområdet består mestadels av skog (73 %) och jordbruk (17 %). Avrinningsområdet har 0,55 kvadratkilometer vattenytor vilket ger det en sjöprocent på 2 %.